# Thomas Frank
Thomas Frank, född 9 oktober 1973, är en dansk fotbollstränare, som sedan juni 2025 är manager i Tottenham Hotspur FC; han har tidigare bland annat varit förbundskapten för Danmarks U17- och U19-landslag, chefstränare i Brøndby IF (2013–16) samt assisterande tränare för Dean Smith i Brentford (2016–2018).

## Karriär
Thomas Frank är utbildad på Institut for Idræt vid Köpenhamns universitet.
1999-2004 var Frank ungdomstränare i Hvidovre. 2005 blev han ITU-tränare, dvs. chef för talangavdelningen, i först B93 och året därpå i Lyngby. I 2008 blev Frank ny U17-förbundskapten hos DBU, där han senare befordrades till ny U19-förbundskapten.
I juni 2013 presenterades Thomas Frank som ny chefstränare i Brøndby IF i samband med att föreningen fick ny ägarstruktur och ny styrelse. Frank sa upp sig i mars 2016 efter att det kommit fram att Brøndbys styrelseordförande och storaktionär, Jan Bech Andersen, under pseudonym hade varit ute och kritisera Frank samt förra detta sportchefen Per Rud på ett fanforum.
Den 12 juni 2025 annonserades Frank som ny huvudtränare i Premier League-klubben Tottenham Hotspur.